# Ніколаєва Раїса Іванівна
Мардан Рая (Раїса Іванівна Ніколаєва) (20 квітня 1946, с. Чодираял, Волзький район, Марійська АРСР) — Марійська письменниця, поетеса, член Спілки письменників Росії (2007), Заслужений працівник культури Республіки Марій Ел (2006).

## Основні твори
- Юзо вате : ойлымаш // Марий коммуна. 1990. 17—19 янв.
- Кугече комбо : ойлымаш // Марий коммуна. 1991. 4 окт.
- Туртыктыман шем шовыр: ойлымаш // Ончыко. 1992. № 6. С. 47—56.
- Ойлымаш-влак // Ушакова М., Мардан Р. Авамын куэже. Йошкар-Ола, 1993. С. 85—172.
- Тыге лийшаш улмаш : муро, почеламут [Все ожидалось так : песни, стихи]. Йошкар-Ола, 1999. 88 с.
- Кӧ манеш, мыйын пагыт эртен? : муро, почеламут-вл. [Кто говорит, мое время прошло? : песни, стихи]. Йошкар-Ола, 2004. 176 с.
- «Вурсен ом керт мый тачысе саманым...» : почеламут-вл. // Ончыко. 2004. № 6. С. 157—159.
- Нигунам ужын омыл ачам... : почеламут // Ончыко. 2005. № 5. С. 11-12.
- Почеламут-влак// Ончыко. 2006. № 4. С. 85—88.